# Iago Santos
Iago Azevedo dos Santos (ur. 22 maja 1992 w Itaboraí) – brazylijski piłkarz grający na pozycji obrońcy w Al-Szabab Rijad. 